# 德里
德里（烏爾都語： 或 ）是仅次于孟买的印度第二大城市，人口1675万，官方语言为印地语、英语。该城市位于北印度，地处亚穆纳河沿岸。其政治地位为直属联邦政府的直辖区，全称为德里国家首都辖区（National Capital Territory of Delhi，NCT），为印度联邦政府所在地。根据1991年印度憲法的一项修正案，德里获得了本级议会的立法权。德里国家首都辖区包括3个市，即德里、新德里、德里坎登门。
國家首都轄區（National Capital Region，NCR）是指範圍涵蓋德里國家首都轄區及周圍加濟阿巴德、古爾岡、索尼帕特、諾伊達、法里達巴德、巴哈杜爾加爾等衛星城市的德里大都會區。
公元前6世紀以來，德里就一直有人居住。在其大部分歷史中，德里一直是各個王國的首都，包括德里蘇丹國、蒙兀兒帝國。作为自北印度到恒河平原贸易路线的主要城市，德里留下了众多古蹟、遺蹟。旧城区曾在相当长的时间内为蒙兀兒帝國的首都，印度獨立以后新德里成为联邦首都，自此德里渐渐发展为大都会，汇集印度各民族。德里随着城市的扩张，带来了环境污染、交通堵塞等问题；印度独立以后德里快速发展，居民的收入迅速提高。
德里是僅次於孟買的印度第二富裕城市，擁有18個億萬富翁和23,000個百萬富翁。在人類發展指數方面，德里在印度各州和聯邦領土中排名第五。德里的人均GDP排名印度第二。
德里擁有自己的立法機關、高等法院，由首席部長領導部長級行政會議。新德里由印度聯邦政府和德里地方政府共同管理，是印度的首都。德里分別於1951年和1982年舉辦了第一屆和第九屆亞運會，1983年的不結盟運動峰會，2010年男子曲棍球世界杯，2010年英聯邦運動會，並且是2011年板球世界杯的主辦城市之一。

## 詞源
“德里”（Delhi）一词的来源众说纷纭，蒙古语中Delhi即为世界的意思，来源有可能为莫卧儿帝国时期统治阶级命名。但大多数的观点认为曾有一位叫“Dhillu”的人统治过这一地区。有些历史学家认为“Dilli”为“dehali”的传讹；“dehali”——印度斯坦语即“起点、开端”之意，故“德里”同样被认为与印度特征事物的开端，如印度河-恒河平原。另外一种理论认为，“德里”的原名为“Dhillika”（古印度土语），“dhili”一词常指位置（方位名词），“dhili”渐渐演变为地名“Dilli”。

## 歷史
據考古發現，德里及其鄰近地區在約200萬年以前有人類出現。有人認為印度史詩《摩訶婆羅多》所述的般度族的都城天帝城位于德里，自孔雀王朝（前4世纪）开始定居人口增加，现已发掘7个古城遗址。图玛拉拉其普特王朝于736年建立了拉尔科特城；1180年，阿杰梅尔的兆汉人拉其普特王占领拉尔科特城，将其更名为其拉拉伊皮妥拉（Qila Rai Pithora）；1192年，兆汉国王普里色毗羅闍三世败于阿富汗的穆斯林征服者穆罕默德·古里。1206年奴隶王朝第一位统治者庫特布丁·艾伊拜克建立德里苏丹国。

## 地理
︁德里位於印度北部，大略方位為28°37′N 77°14′E / 28.61°N 77.23°E，夾在哈里亚纳邦東、南、北面，與北方邦西面之間。其重要地理特徵為德里山脊與亞穆納河形成的氾濫平原。高約318米（1,043英尺）的德里山脊源於西南面的阿拉瓦利嶺，並進一步環繞在︁德里得西邊、行經西北部、達至東北。曾為旁遮普地区與北方邦邊界的亞穆納河，其氾濫平原提供了適合農業的肥沃沖積土壤，但也易於反覆洪水。多數印度教信徒將其視為聖河。亞穆納河也是唯一流經德里的主要河流。︁德里東面的Hindon河則把其與加濟阿巴德分隔出來。

### 氣候
︁德里的氣候屬於副热带湿润气候和半干旱气候的接壤處，按柯本氣候分類法則屬於亚热带季风性湿润气候（Cwa）與低纬度热草原气候（BSh）。
︁德里的暑季自4月15日至7月9日，平均每日高溫在36 °C（97 °F）以上；寒季則自12月8日至2月14日，平均每日高溫在23 °C（73 °F）以下。其最熱的月份大約在六月，此時平均可有28 °C（82 °F）到38 °C（100 °F）；最冷則落在一月，平均為8 °C（46 °F）到20 °C（68 °F）。
| 德里                   | 德里     | 德里     | 德里         | 德里     | 德里     | 德里     | 德里      | 德里      | 德里      | 德里     | 德里     | 德里     | 德里       |
| 月份                   | 1月      | 2月      | 3月          | 4月      | 5月      | 6月      | 7月       | 8月       | 9月       | 10月     | 11月     | 12月     | 全年       |
| ---------------------- | -------- | -------- | ------------ | -------- | -------- | -------- | --------- | --------- | --------- | -------- | -------- | -------- | ---------- |
| 历史最高温 °C（°F）    | 29 (84)  | 32 (90)  | 39.2 (102.6) | 44 (111) | 47 (117) | 47 (117) | 43 (109)  | 42 (108)  | 38 (100)  | 37 (99)  | 35 (95)  | 32 (90)  | 47 (117)   |
| 平均高温 °C（°F）      | 18 (64)  | 23 (73)  | 28 (82)      | 36 (97)  | 39 (102) | 37 (99)  | 34 (93)   | 33 (91)   | 33 (91)   | 31 (88)  | 27 (81)  | 21 (70)  | 30 (86)    |
| 平均低温 °C（°F）      | 7 (45)   | 11 (52)  | 15 (59)      | 22 (72)  | 26 (79)  | 27 (81)  | 27 (81)   | 26 (79)   | 24 (75)   | 19 (66)  | 13 (55)  | 8 (46)   | 19 (66)    |
| 历史最低温 °C（°F）    | −1 (30)  | 0 (32)   | 6 (43)       | 12 (54)  | 16 (61)  | 21 (70)  | 21 (70)   | 20 (68)   | 20 (68)   | 13 (55)  | 7 (45)   | 2 (36)   | −1 (30)    |
| 平均降水量 mm（）      | 23 (0.9) | 20 (0.8) | 15 (0.6)     | 10 (0.4) | 15 (0.6) | 71 (2.8) | 240 (9.3) | 240 (9.3) | 110 (4.4) | 18 (0.7) | 10 (0.4) | 10 (0.4) | 782 (30.6) |
| 来源：wunderground.com |          |          |              |          |          |          |           |           |           |          |          |          |            |

## 交通

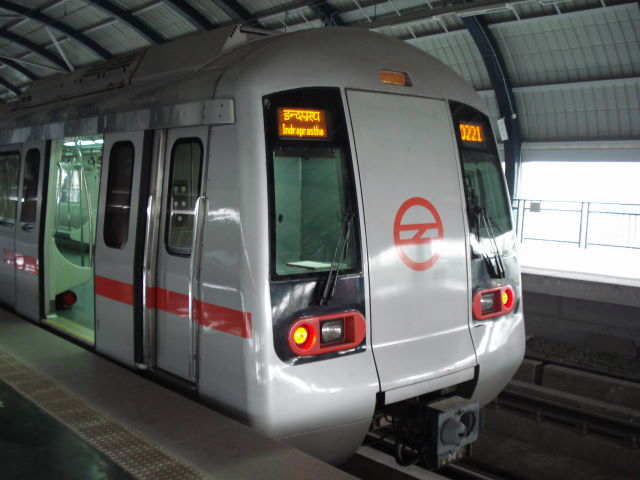
德里地铁

德里的交通一如城市的面貌，新旧德里的交通有着鲜明的对比。
旧德里位于城市的北侧，以狭窄拥挤的街道为主。而市区南侧的新德里干净整洁，平坦的柏油马路呈放射状发散出去。康诺特广场（Connaught Place）是新德里的交通枢纽，多条重要马路都在这里交汇。
德里在2007年开通运营了3条地铁线路，分别为东西走向的1、2号线和南北走向的3号线，并且有多条线路正在规划与施工。对于游客而言，串联起总统府、Connaught Place（请注意地铁站名为其旧名Rajiv Chowk）、New Delhi Railway Station和Old Delhi的3号线（黄色线路）最为实用。票价根据路程远近在Rs2～Rs8之间。
位於德里的英迪拉·甘地國際機場為南亞第二繁忙的機場，以印度前總理英迪拉·甘地的名字命名。

## 人口
2011年，德里总人口16,753,235人，较上一次人口普查增长21%，其中城市人口16,333,916人，乡村人口419,319人；男性8,976,410人，女性7,776,825人；识字率86.34%。

### 胡马雍陵

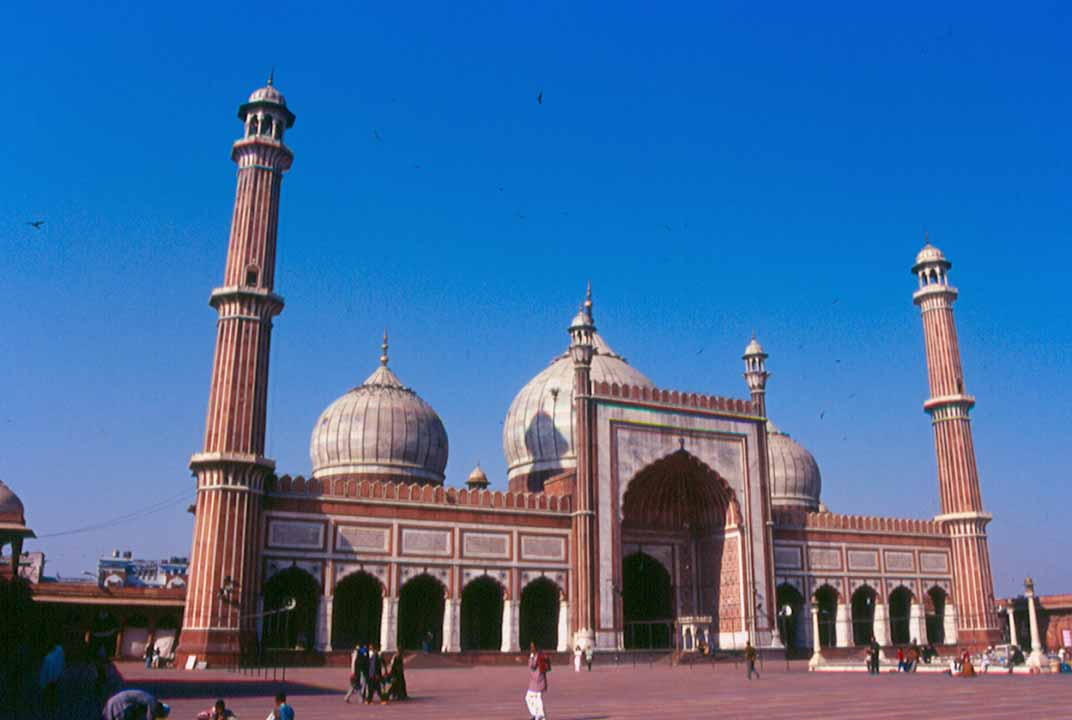
贾玛清真寺

## 地标

### 莲花寺，巴哈伊灵曦堂
巴哈伊信仰旧译「大同教」，是来源于伊斯兰教什叶派的新兴宗教。起源于伊朗，二位圣者是巴孛和巴哈欧拉，经典有《亚格达斯经》、《隐言经》和《笃信经》等。中心思想是「地球乃一国，人类皆其民」，每年3月2日到3月20日是斋戒月。灵曦堂是巴哈伊的崇拜场所，目前世界上共有7处，向所有宗教的信徒开放，其内可以朗诵各主要宗教的经典，不设神职人员、布道。也向游客开放。

### 古达明纳塔
建于西元1192年，是回教徒的叫拜楼，此处是回教徒在德里建的第一座清真寺。

### 印度门
建於1921年，纪念在第一次世界大战和第三次英国-阿富汗战争中為英國而戰死的90,000名印度士兵，类似凯旋门。

## 友好城市
- 美国芝加哥
- 马来西亚吉隆坡

### 引用
1. ↑   (PDF). Censusindia.gov.in.   [1 july 2013]. （原始内容存档 (PDF)于2016-05-27）.
2. ↑  Mohan, Madan.  (PDF). Spatial Information for Health Monitoring and Population Management. FIG XXII International Congress: 5. April 2002  [3 February 2007]. （原始内容存档 (PDF)于22 December 2015）.
3. ↑  . Weatherspark.com.   [2025-07-02].
4. ↑  . Weather Underground.   [27 November 2008]. （原始内容存档于2018-12-25）.